# Caelia
 (signalé en juin 2025).
Si vous disposez d'ouvrages ou d'articles de référence ou si vous connaissez des sites web de qualité traitant du thème abordé ici, merci de compléter l'article en donnant les références utiles à sa vérifiabilité et en les liant à la section « Notes et références ».
- Archive Wikiwix
- Bing
- Cairn
- DuckDuckGo
- E. Universalis
- Gallica
- Google
- G. Books
- G. News
- G. Scholar
- Persée
- Qwant
- (zh) Baidu
- (ru) Yandex
- (wd) trouver des œuvres sur Wikidata

Caelia est une reine des fées selon la légende arthurienne. 
Elle est amoureuse de Tom a'Lincoln, le fils bâtard du roi Arthur et est la mère du chevalier des Fées. Elle s'est suicidée de désespoir en se noyant.
Caelia apparaît dans le roman d'Edmund Spenser, La Reine des fées.